# セント・アイヴス

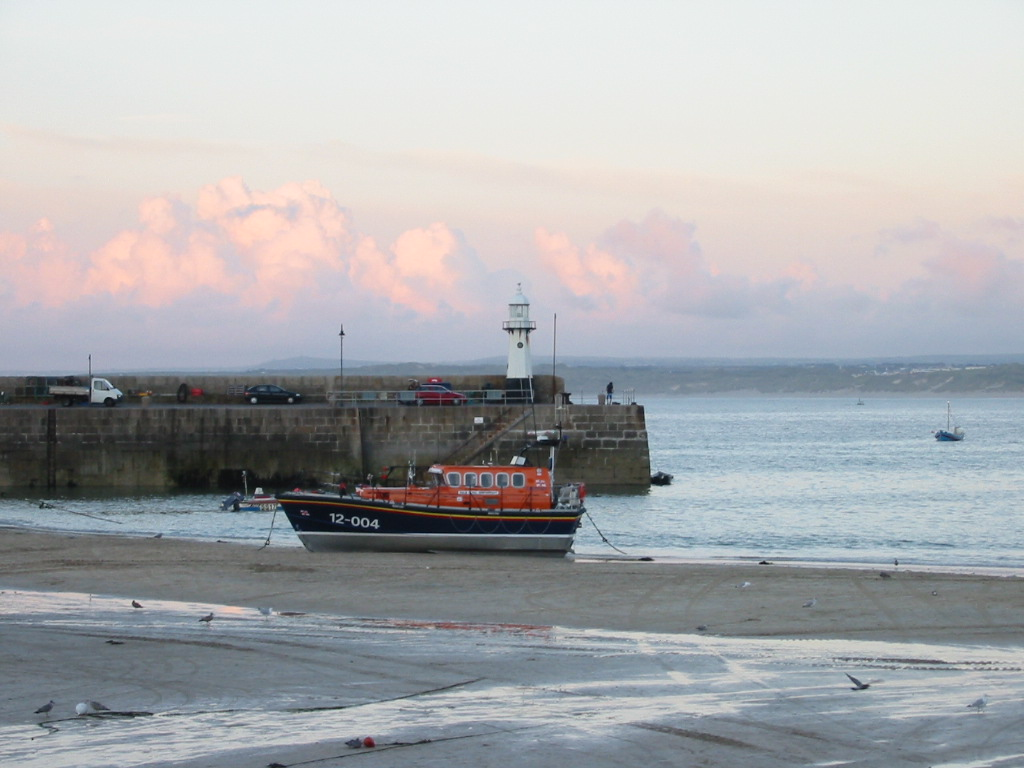
セント・アイヴスの港とライフボート

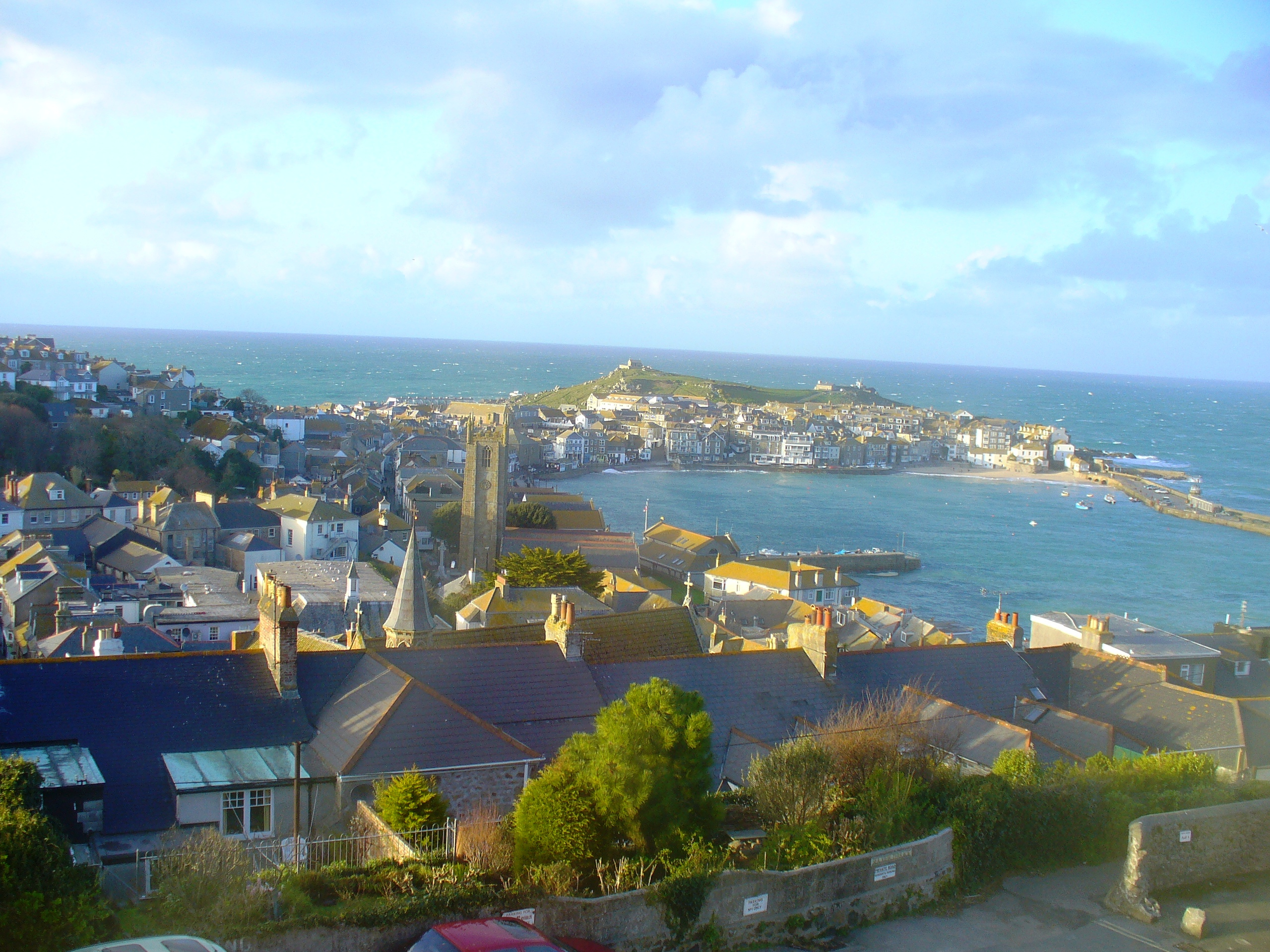
セント・アイヴスの港と町並み

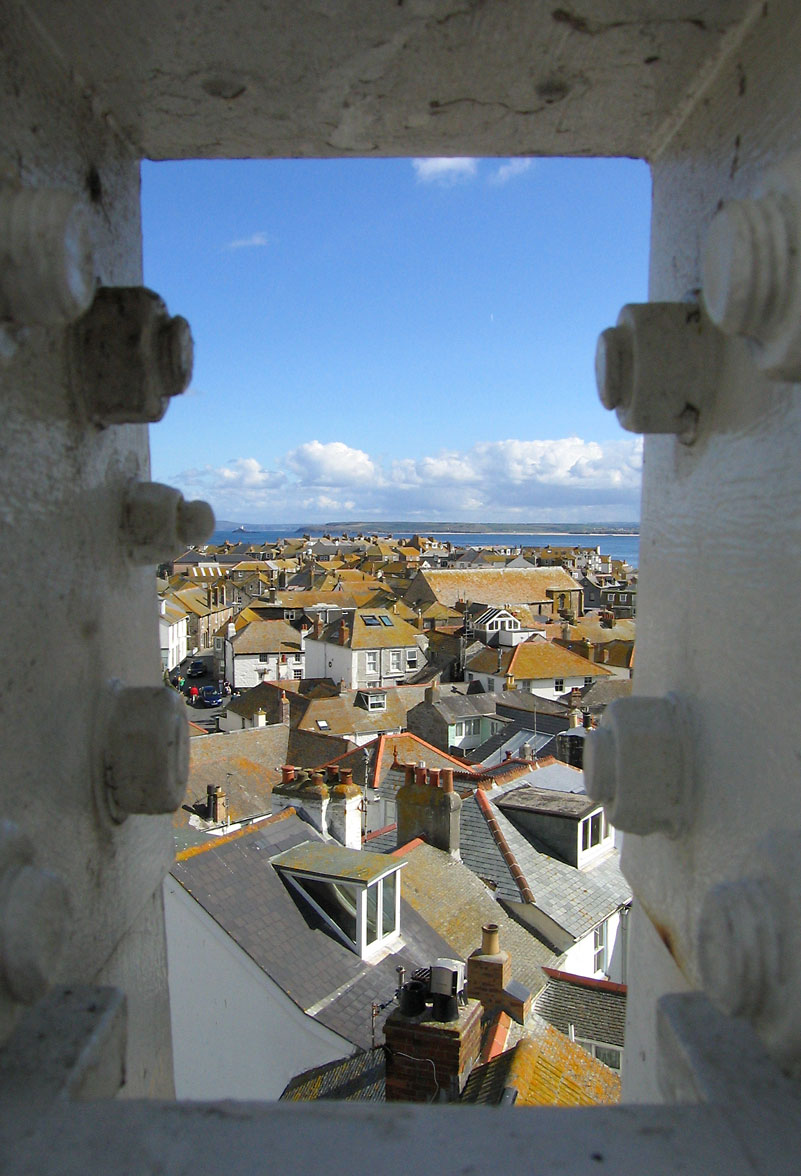
テート・セント・アイヴスから見たセント・アイヴスの町並み

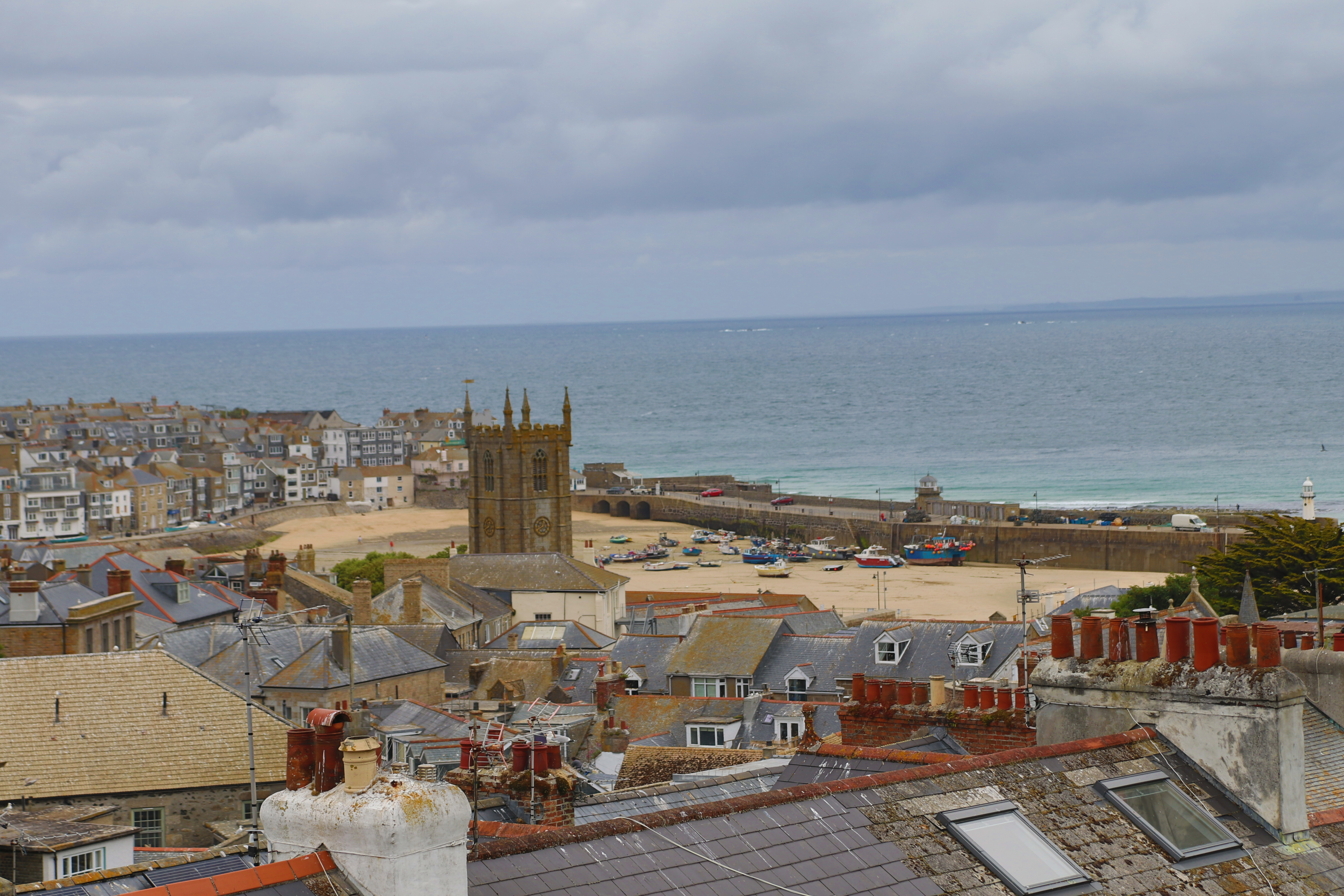
セントアイブスコーンウォール

セント・アイヴス（St Ives、コーンウォール語では Porth ia）はイギリス・コーンウォール州にある海辺のタウンで行政教区(Civil Parish)である。コーンウォール半島の突端近くの北海岸にあり、ペンザンスの北で、カンボルンの西に当たる。かつては漁業や関連産業に依存した町だったが、漁業の衰退により観光業に重点を置くようになった。現在では陽光の穏やかなリゾートの街となっており、またサーフィンの街、芸術家のコロニーとしても知られる。

## 歴史
セント・アイヴスは、5世紀にコーンウォールにキリスト教を布教したアイルランドの姫、聖イア（St. Ia）が上陸した地とされている。
セント・アイヴスは、1549年にコーンウォールを席巻した「祈祷書反乱」(en)の際に残虐な事件がおきている。エドワード6世は未だにカトリック的性格の濃かったイギリス国教会の改革を進め、1549年にそれまでのラテン語の祈祷書からプロテスタント的な内容の英語の祈祷書に変えたがこれは国民の評判が悪く、特にコーンウォール語が話され英語を理解しない人の多かったコーンウォールでは大反乱に発展した。この最中、憲兵の司令官がセント・アイヴスを訪れ、市長のジョン・ペインを宿屋へ昼食に招いた。司令官は市長との昼食の間、絞首台の設置をしているかと聞いた。昼食の後、市長が司令官を絞首台が設置されているところへ案内したが、司令官はそのまま台に上がれと市長に命じた。市長は未だにカトリックだったため絞首刑にあったのである。
セント・アイヴスは漁港のほか、商船の寄港地・発着地として栄えた。ここに本社を置いていたハイン海運会社（The Hain Shipping Company）は大きな船会社として知られ、後に合併を繰り返して現在世界有数のコンテナ船会社P&Oネドロイドになっている。また、コーンウォールからデヴォンにかけては錫（スズ）などの鉱山があり、鉱夫相手の商売や錫の積み出しでも非常に栄えた港であった。ところが、19世紀後半、錫産業も漁業・港湾も衰退してしまった。現在もセント・アイヴス周辺に崩れ落ちた工場など鉱山の廃墟が点在している。
近代のセント・アイヴスは1877年のセント・アイヴス湾支線(en)の鉄道敷設により変化が始まった。温暖な気候を求め、ヴィクトリア朝期の海水浴客や休暇客が来るようになったのである。街の建物のほとんどは、19世紀後半に建て直されている。断崖や湾に沿って曲がりくねる鉄道は、今も観光の呼び物として生き残っている。
1920年代以降、セント・アイヴスは芸術家村となり始めた。19世紀にははやくも鉄道建設に伴って画家たちが訪れ定住して海などを描く様になり、近郊のニューリンの村とともに芸術家コロニーが形成され、美術学校ができていた。錫の廃工場や使わなくなった漁業用の小屋や港湾倉庫が画家たちの安いアトリエとして活用された。1920年、陶芸家バーナード・リーチと濱田庄司は日本からイギリスへ移り、セント・アイヴスに日本式の登窯を築窯し、「リーチ・ポタリー（英語: Leach Pottery）」を開設した。リーチと濱田は、東洋の陶磁器に影響を受けた作品制作や、セント・アイヴスの畑から出土するスリップウェアなど工業化以前のイギリス民間陶器の再発見をしたが、これはイギリス現代陶芸の転換点であったほか、セント・アイヴスと国際的な20世紀美術との最初のつながりになった。

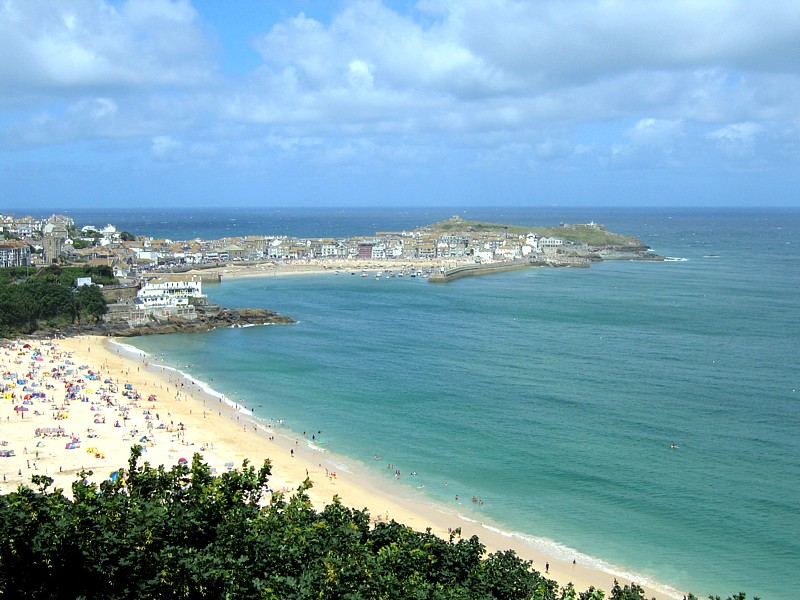
セント・アイヴスの砂浜

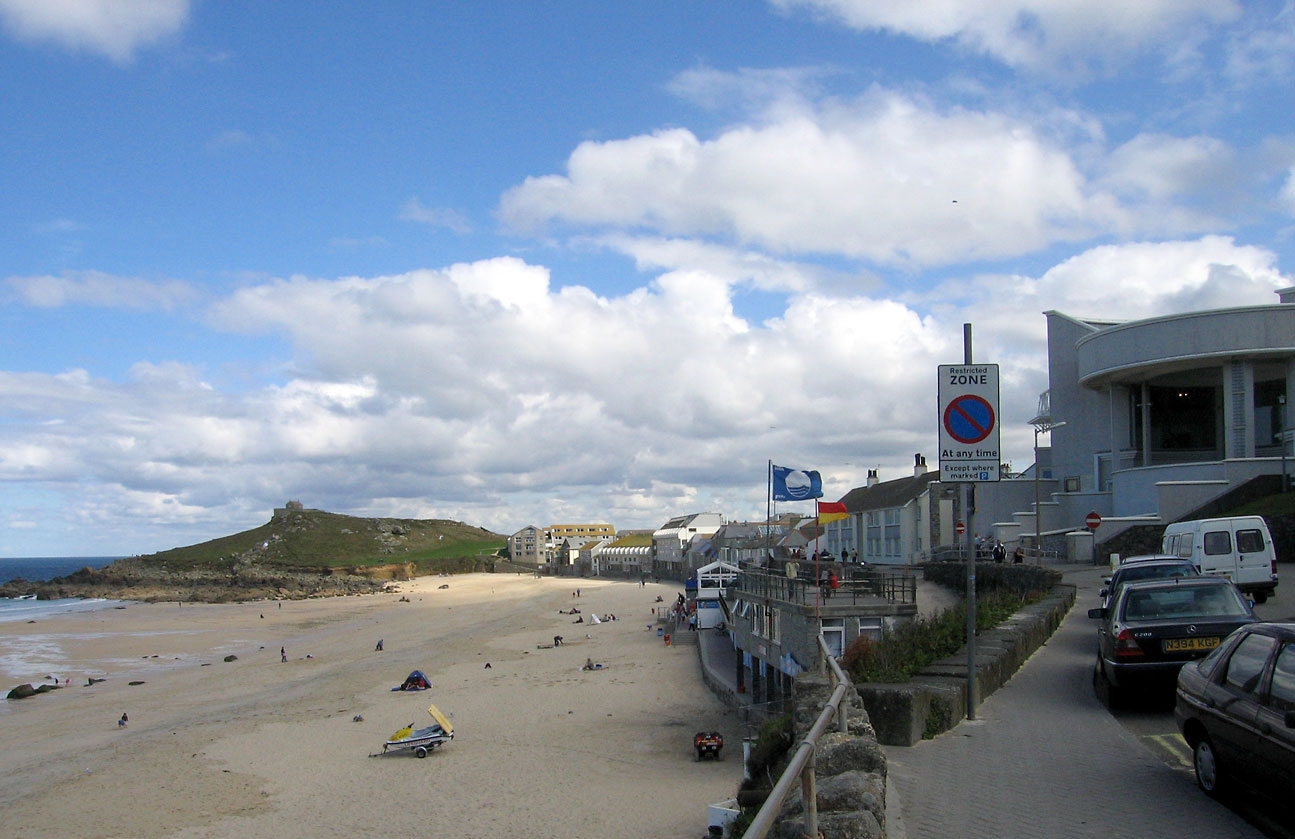
セント・アイヴスの浜辺

1928年、アルフレッド・ウォリス、ベン・ニコルソン、クリストファー・ウッドという三人の芸術家がセント・アイヴスに芸術家のコロニーを作りはじめた。ピエト・モンドリアンなどもセント・アイヴスを訪れ、海の風景や明るい陽光は今日に至るまでモンドリアンはじめ多くの芸術家を触発してきた。1939年の第二次世界大戦勃発とともに、ベン・ニコルソンとその妻で彫刻家のバーバラ・ヘップワース、友人でドイツからイギリスに逃げてきたナウム・ガボの三人が移転してきた。彼らによって、ロンドンから遠く離れたコーンウォールの西端に、国際的なモダニズム芸術や前衛芸術、抽象芸術のイギリスにおける前哨が確立し、戦後もセント・アイヴス派と呼ばれる多くの芸術家が居を構え、大西洋の対岸のアメリカで起こった抽象表現主義と交流しながら抽象絵画の運動をおこしていった。バーバラ・ヘップワースのアトリエは後に遺言により「バーバラ・ヘップワース美術館・彫刻庭園」(en)となり公開され、1980年以来ロンドンのテート・ギャラリーの管理に置かれている。
1970年代の末までにリーチやヘップワースなど主だった作家は世を去り、セント・アイヴスの芸術活動は沈滞した。1980年代になると折からの不況や観光地としての陳腐化で観光客は減り、特に海水浴のオフシーズンは訪れる者もないほどであった。このころからセント・アイヴスの遺産である芸術家たちの活動に街のアイデンティティを見出す動きが生まれ、展覧会や芸術フェスティバルが行われた。1980年代後半にはテート・ギャラリーが、セント・アイヴスの芸術家たちに関する展覧会を相次いで開きセント・アイヴスでも開催した。こうしたつながりからテート分館誘致の動きが街の住民の間で起こり、多額の寄付や署名を集め州やテート・ギャラリーを動かし、1993年にはテート・セント・アイヴスが開館した。フェスティバルや美術館開館の効果で観光客は季節に関係なく訪れるようになり、街中にアトリエや陶芸工房、ギャラリーや雑貨店が開業するなど芸術的な雰囲気のあるリゾートとして多くの観光客を集め、近年では過熱気味である。

## 観光
「バーバラ・ヘップワース美術館・彫刻庭園」やテートの分館「テート・セント・アイヴス」、リーチ・ポタリーなど美術館や制作場所跡が観光地になっており、街の中にもギャラリーやアート雑貨店などが多い。
セント・アイヴスはイギリスの中でもマリン・スポーツに適した気候で、しかも断崖や岩場の多いイングランド南部の海岸には数少ない長い砂浜が広がっているため、サーフィンの中心地となっている。街にはサーファーが訪れ、毎年、多くの世界大会がセント・アイヴス及びその近郊で開かれている。

## マザーグース
セント・アイヴスの街の名前はマザーグース（童謡）の中のなぞなぞの歌、『As I Was Going to St Ives』で良く知られている。しかしこの歌がコーンウォールのセント・アイヴスなのか、イギリス国内の同じ名前の町々を指しているのかはよく分かっていない。

## 姉妹都市･提携都市
姉妹都市
- 益子町（日本国 栃木県）
  - 2012年（平成24年）9月20日 姉妹都市提携締結。